# Kim Ojo
Pour les articles homonymes, voir Ojo (homonymie).
 (février 2013).
Kim Ojo, né le 2 décembre 1988 à Warri au Nigeria, est un joueur de football nigérian. Il évolue au poste d'attaquant au Lyngby BK.

## Biographie
Kim Ojo est formé au Plateau United, club de son pays natal.
En 2008, il rejoint l'Europe en s'engageant avec le club norvégien de Nybergsund-Trysil. L'équipe évolue en Adeccoligaen (deuxième division). Il inscrit 10 buts en championnat lors de sa première saison, et 14 buts les deux suivantes.
Ses bonnes performances avec son club lui valent un transfert vers l'équipe de Brann Bergen, qui évolue en Tippeligaen (première division). Pour sa première saison en Tippeligaen, il inscrit 15 buts. Il marque 11 buts la saison suivante.
Ses bonnes performances en Norvège lui permettent de rejoindre un championnat plus huppé : le championnat de Belgique. Il signe ainsi en faveur du KRC Genk lors du mercato hivernal de janvier 2013. L'indemnité de transfert est évaluée à 1,2 million d'euros.

## Palmarès
- Finaliste de la Coupe de Norvège en 2011 avec le SK Brann
- Vainqueur de la Coupe de Belgique en 2013 avec le RC Genk